# Bahnstrecke Bošice–Kouřim
| Kursbuchstrecke (SŽ): | 012                  |               |               |
| Streckenlänge: | 2,881 km             |               |               |
| Spurweite: | 1435 mm (Normalspur) |               |               |
| Streckengeschwindigkeit: | 50 km/h              |               |               |
| |                      |               |               |
| \| \| \| von Pečky \| \| \| \| 0,000 \| Bošice \| Bošice \| \| \| \| nach Svojšice \| \| \| \| \| nach Zásmuky \| \| \| \| \| vlečka \| \| \| \| 2,881 \| Kouřim \| Kouřim \| |                      |               |               |
| Strecke |                      | von Pečky     | von Pečky     |
| Bahnhof | 0,000                | Bošice        | Bošice        |
| Abzweig geradeaus und ehemals nach links |                      | nach Svojšice | nach Svojšice |
| Abzweig geradeaus und nach links |                      | nach Zásmuky  | nach Zásmuky  |
| Abzweig geradeaus und nach rechts |                      | vlečka        | vlečka        |
| Kopfbahnhof Streckenende | 2,881                | Kouřim        | Kouřim        |

Die Bahnstrecke Bošice–Kouřim ist eine regionale Eisenbahnverbindung in Tschechien, die ursprünglich als staatlich garantierte Lokalbahn durch die Österreichische Lokaleisenbahngesellschaft (ÖLEG) erbaut und betrieben wurde. Sie zweigt in Bošice von der Strecke Pečky–Zásmuky ab und führt nach Kouřim im Středočeský kraj.
Nach einem Erlass der tschechischen Regierung ist die Strecke seit dem 20. Dezember 1995 als regionale Bahn („regionální dráha“) klassifiziert.

## Geschichte
Die Konzession für eine „Locomotiv-Eisenbahn von der Station Peček nach Zasmuk mit Abzweigungen“ erhielt die ÖLEG am 28. August 1880. Gesetzlich festgehalten war darin auch die Genehmigung für eine Zweigbahn nach Kouřim und zur Zuckerfabrik Karlsthal in Svojšice. Die ÖLEG eröffnete die Strecken der Localbahn Peček–Zasmuk mit allen Abzweiglinien am 15. Februar 1882. Den Betrieb führte die ÖLEG selbst aus. 
Am 1. Januar 1884 ging die Konzession von der ÖLEG an die privilegierte österreichisch-ungarische Staatseisenbahngesellschaft (StEG) über. 

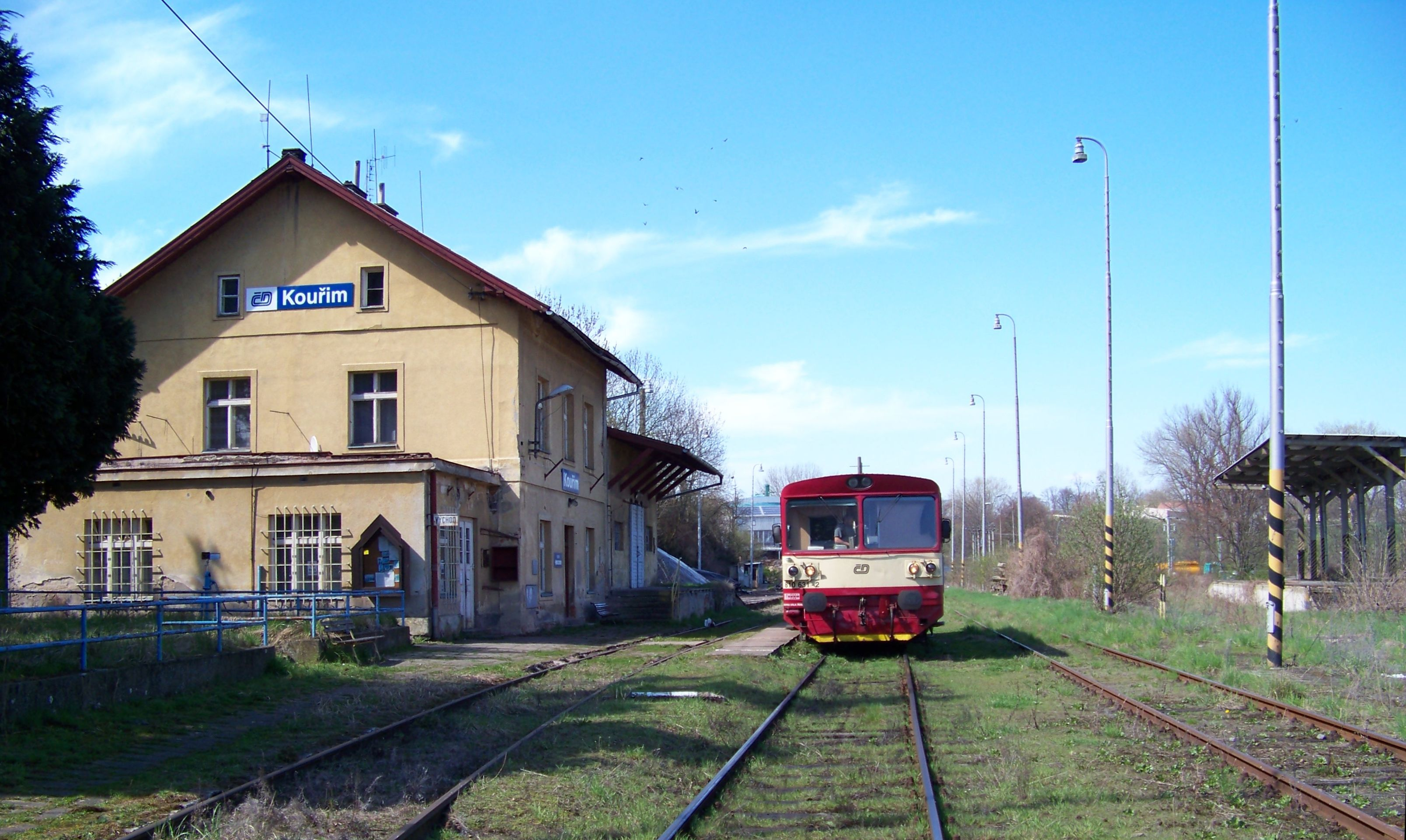
Bahnhof Kouřim (2010)

Nach Verstaatlichung der StEG am 15. Oktober 1909 kam die Strecke ins Eigentum der k.k. Staatsbahnen (kkStB). Infolge des von Österreich verlorenen Ersten Weltkrieges gehörte die Strecke ab 1918 zum Netz der neu gegründeten Tschechoslowakischen Staatseisenbahnen (ČSD). Der erste Fahrplan der ČSD von 1919 wies insgesamt zwei Reisezugpaare von Pečky nach Kouřim und weiter Richtung Zásmuky aus.

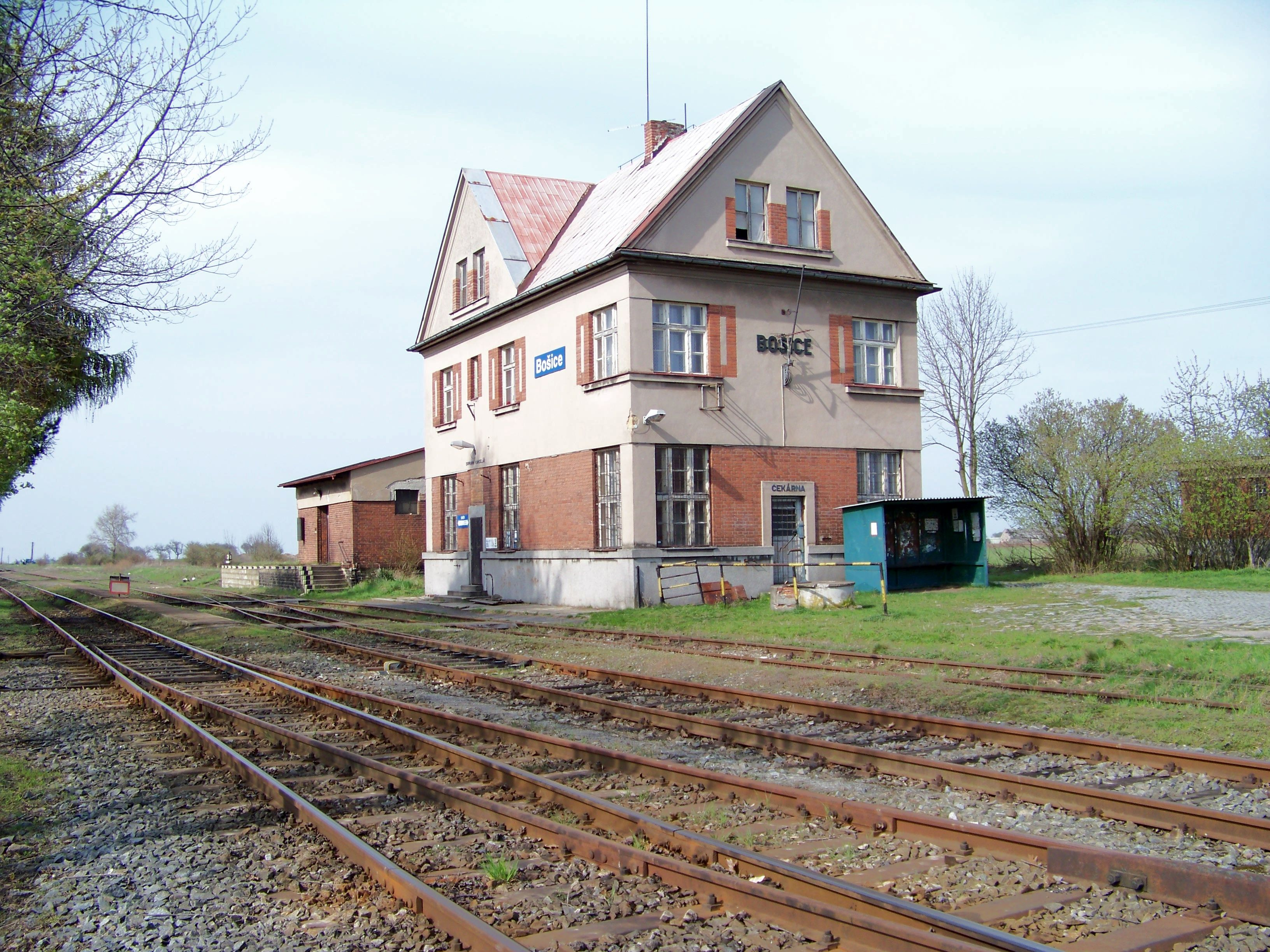
Am Bahnhof Bošice zweigt die Strecke nach Kouřim aus der Linie Pečky–Zásmuky ab

Ende der 1980er Jahre wies der Fahrplan der Lokalbahn den dichtesten Zugverkehr in ihrer Geschichte auf: Der Jahresfahrplan 1988/89 verzeichnete insgesamt 14 Zugpaare zwischen Pečky und Kouřim.
Nach der samtenen Revolution in der Tschechoslowakei im Jahr 1989 ging die erbrachte Verkehrsleistung im Reise- und Güterverkehr nach und nach zurück. Schnellere Buslinien und der zunehmende Individualverkehr zogen Reisende ab. Am 1. Januar 1993 ging die Strecke im Zuge der Auflösung der Tschechoslowakei an die neu gegründeten České dráhy (ČD) über. 
Im Reiseverkehr fahren heute 12 Zugpaare in einem Zweistundentakt in der Relation Pečky–Kouřim, der werktäglich zu den Hauptverkehrszeiten zum Einstundentakt verdichtet ist. Zwei weitere Zugpaare verkehren an den Wochenenden im Sommer als „Podlipanský motoráček“ zwischen Pečky, Kouřim, Zásmuky und Bečváry. Zum Einsatz kommen historische Triebwagen des privaten Eisenbahnverkehrsunternehmens KŽC Doprava.
Der Güterverkehr wird heute vor allem für ein Tanklager in Kouřim abgewickelt. Die bedarfsweise bediente Anschlussbahn beginnt direkt am Bahnhof Kouřim.